# 金高哲

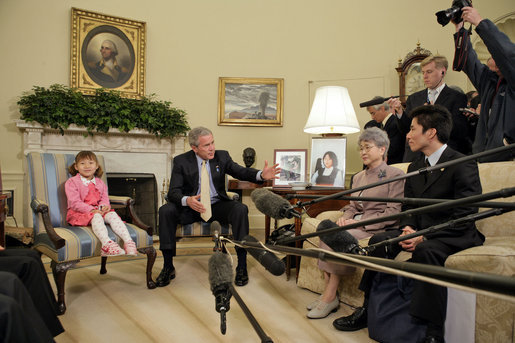
2006年4月28日，金高哲一家在逃亡到南韓後得到美國總統小布什的接見，圖為喬治布殊和金高哲的女兒金韓美。

金高哲，是一名出生於北韓的脫北者，他和其家庭成員因日本駐瀋陽總領事館闖館事件而廣為人知。現時，他和其家人居於南韓首爾，並在一間代理店當汽車銷售員。

## 經歷
金高哲生於北韓，由於其父的出身成分不好，他們由平壤政府流放到两江道三水甲山。1997年，金高哲父親出言批評該國當時的最高領導人金正日而被投進集中營，生死不明。由於北韓會視不滿領導人、政府和黨的人為政治犯，並會實行連坐法把其家人也送到監獄。因此，金高哲一家五口萌生逃意，1999年7月，他們成功越過北韓國界，來到中國，並在吉林延邊躲藏了一年，後來卻被公安發現，而被遣送回北韓。
回到北韓後，金高哲被監禁，但由於體弱，他被轉送到花坮郡醫院接受治療。期間，他借這機會逃離回家，並和已經獲釋的妻子李貴玉和女兒金韓美等人再度逃亡。這次，他們在抵達中國界境後得到當地關注北韓人權的團體收留，並協助他們前往領事館尋求政治庇護。2002年5月8日，金氏一家五口決定嘗試進入瀋陽市日本總領事館取得庇護。然而，在金家成功走進總領事館時，卻遭到中國人民武裝警察部隊強行拉走。
此事隨後引起了媒體的關注和中日兩國之間的外交風波，未幾，經中日韓三國磋商後，中方決定把金家五人拘留15天後經菲律賓轉送到南韓。2002年5月23日，金家抵達南韓，並得到當地的政治庇護和居留權。來到南韓的金高哲其後得到政府安排居於首爾(當時還稱為漢城)，並安排他在夜總會工作，但其後因其身份問題與客人發生衝突而被解僱。之後，他又利用政府提供的援助金開了一家電腦修理店，但還是失敗而回。現時，他除了是一間代理店的汽車銷售員外，也是關注北韓人權問題和脫北者生活問題的活躍份子。

## 資料來源
1. 1 2 3 4 5 6 7 8 9  "一个脱北家庭的10年" 《腾讯新闻》7 1 2012
2. ↑  "瀋陽総領事館亡命事件（２００２．５．８）と国際法" 稲原泰平
3. ↑  "“脫北者”在韓國很受傷" 《新華社》 2 3 2012